# Saltador del fang
 Periophthalmus barbarus, saltironant del fang o saltador del fang, és una espècie de peix de la família dels gòbids i de l'ordre dels perciformes. Es troba des del Senegal fins a Angola. També és present a Guam. Els mascles poden assolir els 25 cm de longitud total.